# Dominikanerkloster Wien

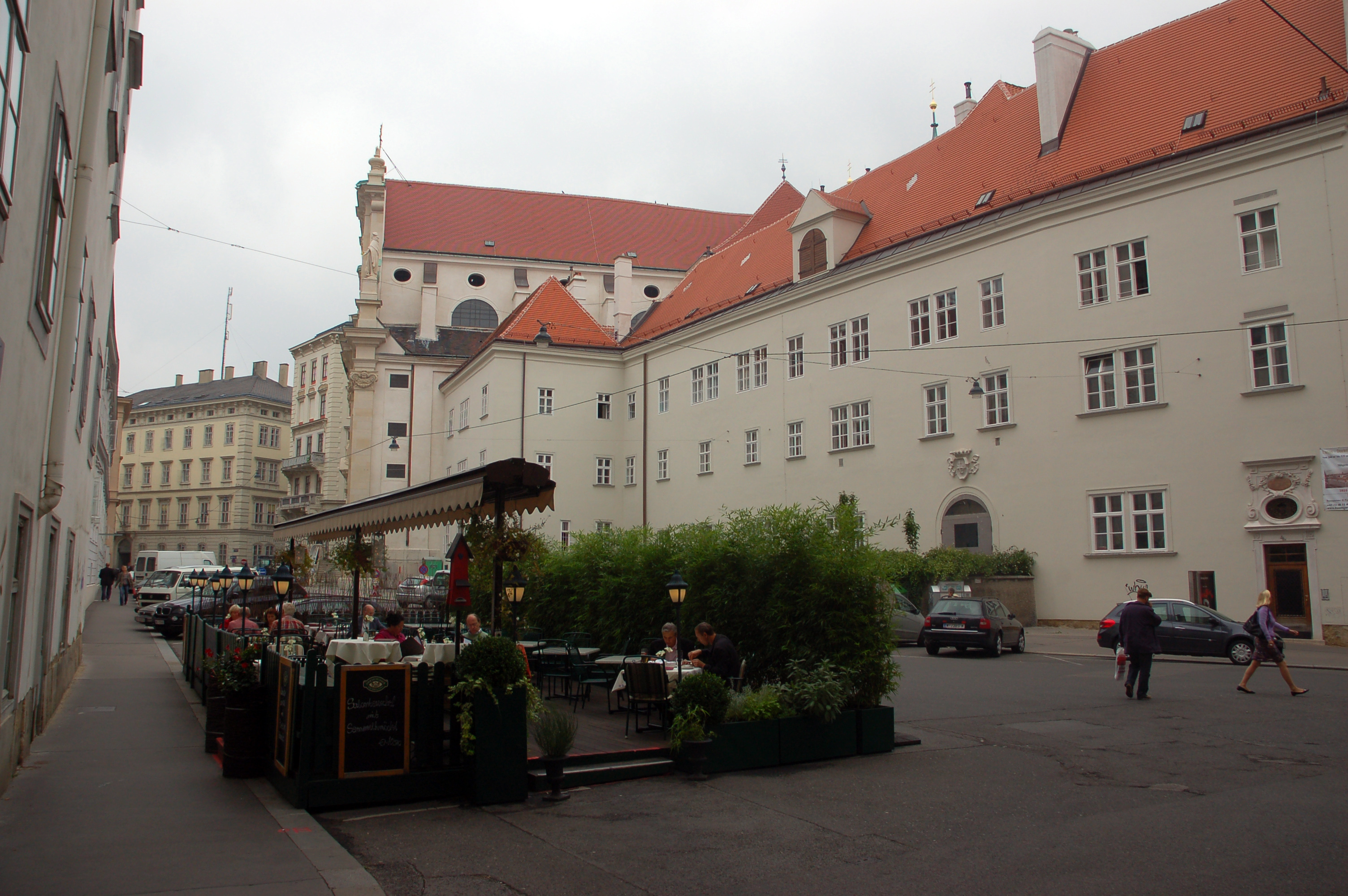
Dominikanerkloster, im Hintergrund die Dominikanerkirche

Das Wiener Dominikanerkloster ist ein Kloster der Dominikaner im 1. Wiener Gemeindebezirk Innere Stadt. Es befindet sich neben der Dominikanerkirche auf der Dominikanerbastei an der Postgasse und ist seit 1226 ununterbrochen eine Niederlassung der Dominikaner.

## Geschichte
Das Kloster wurde im Jahre 1225/1226 gegründet, nur 10 Jahre nach der Gründung des Ordens durch den heiligen Dominikus und 5 Jahre nach dessen Tod. Den Baugrund, einer Tradition des Ordens entsprechend an der damaligen Stadtmauer gelegen, stellte der Babenbergerherzog Leopold VI. der Glorreiche zur Verfügung. Nach der Fertigstellung des Baus wurde das Kloster 1237 durch Erzbischof Eberhard von Regensberg geweiht. Noch im selben Jahrhundert wurde anschließend an das Konventsgebäude eine Kirche errichtet und stetig ausgebaut. Im Jahre 1302 wurde schließlich der neue Chor des Gotteshauses vom damaligen Dominikanerkardinal Nikolaus Boccasini, dem späteren Papst Benedikt XI., geweiht.
Unter der Ersten Türkenbelagerung litt das Kloster stark. Die Kirche wurde zum Steinbruch, um mit dem entnommenen Material die anliegenden schwachen Befestigungsmauern zu stärken. Erst im Jahre 1631 wurde mit dem Bau einer neuen Klosterkirche begonnen, die in den folgenden Jahren prunkvoll im Stile des Barock ausgestaltet wurde. Ebenfalls im 17. Jahrhundert erhielt der Konvent seine heutige Form. In den Jahren 1996 bis 1998 wurden zahlreiche mittelalterliche Baufragmente restauriert, die man im Kreuzgang entdeckt hatte.
Die zur Wollzeile reichenden Trakte wurden 1937 abgerissen und durch einen Neubau, den Dominikanerhof von Kurt Klaudy, Anton Liebe und Georg Lippert ersetzt, der einen repräsentativen Abschluss des Dr.-Karl-Lueger-Platzes bildet.
Das Kloster dient heute als „Studentat“, in dem die in Ausbildung befindlichen Dominikaner der süddeutsch-österreichischen und der norddeutschen Dominikanerprovinz Teutonia wohnen und vornehmlich an der Universität Wien studieren. Außerdem bieten die Dominikaner neben den Gottesdiensten und der Pfarrseelsorge Vorträge, Glaubenskurse und Konzerte an.

## Dominikanerkonvent auf Briefmarken
Am 3. Oktober 1986 wurde von der österreichischen Post eine Dauermarke verausgabt, die das Dominikanerkloster in Wien zeigt. Diese Briefmarke zu 7,5 Schilling war Teil der Dauermarkenserie „Stifte und Klöster in Österreich“.